# Homo ludens
Homo ludens (1938) es el título de un libro publicado por el profesor, historiador y teórico de la cultura neerlandesa Johan Huizinga. En el libro, cuyo título se podría traducir al español como Hombre que juega, el escritor utiliza este término de la teoría de juegos y analiza su importancia social y cultural. 
La expresión homo ludens señala la importancia del juego en el desarrollo de los seres humanos. En efecto, la tesis principal de Johan Huizinga destaca que el acto de jugar es consustancial a la cultura humana; es decir, el «elemento de juego en la cultura» y no «el elemento de juego de la cultura».

## Precedentes del término
El ser humano está identificado en la sistemática biológica como Homo sapiens (hombre que sabe, hombre que conoce, hombre sabio), término introducido por Carl von Linné en 1758 para diferenciarlo del resto de especies animales.
Como contraposición a la terminología biológica, el hombre fue calificado en 1907 por el filósofo Henri Bergson como Homo faber (hombre que fabrica), por ser ésta una característica humana constante en la historia y la prehistoria.
La expresión homo ludens fue utilizada por primera vez en 1938 por Johan Huizinga en la obra cuyo título en español más precisamente sería Homo ludens, ensayo sobre la función social del juego.

## Definición de juego

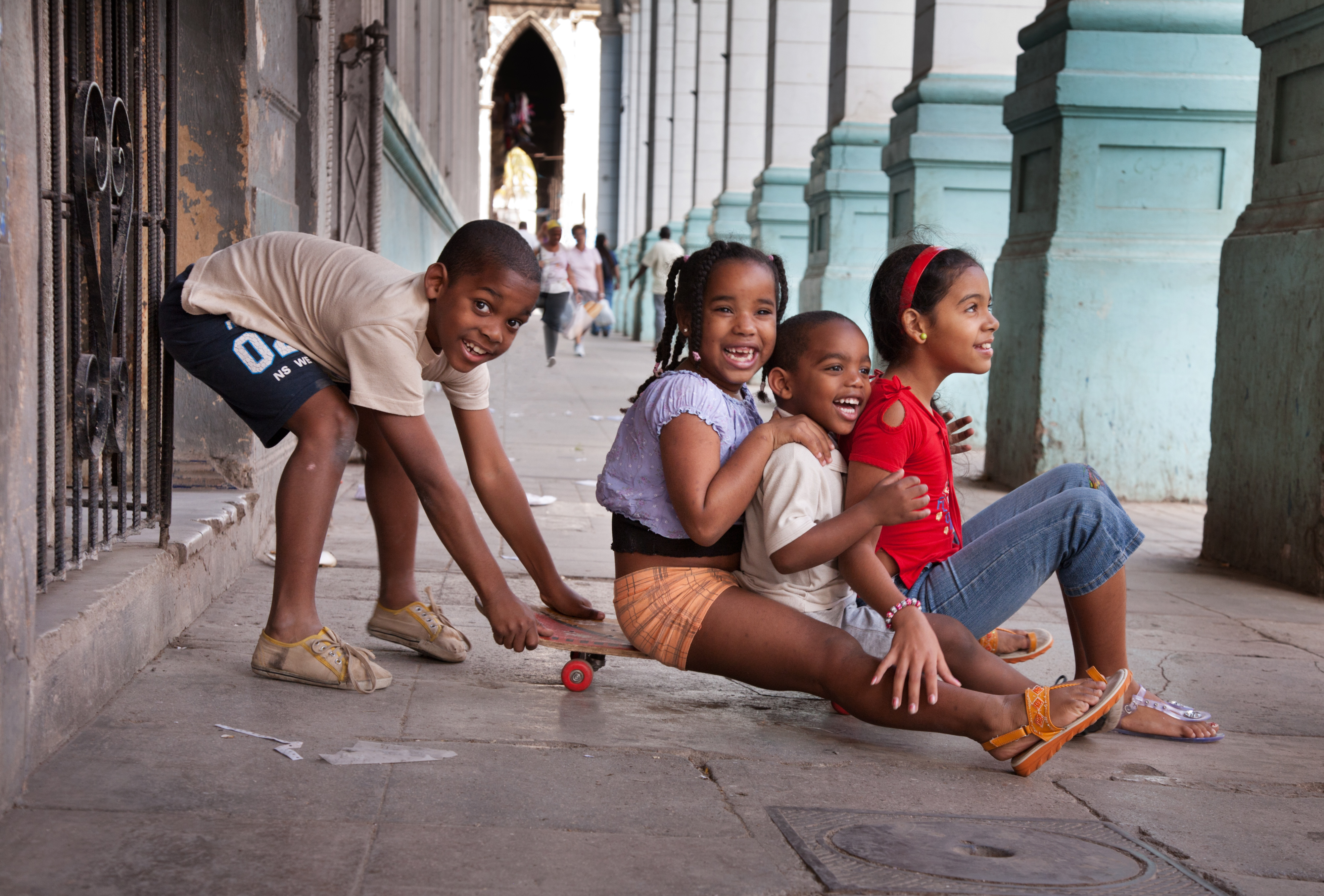
Niños jugando con un patinete en La Habana, Cuba.

El juego es una acción que se desarrolla dentro de ciertos límites de lugar, de tiempo, y de voluntad, siguiendo ciertas reglas libremente consentidas, y por fuera de lo que podría considerarse como de una utilidad o necesidad inmediata. Durante el juego reina el entusiasmo y la emotividad, ya sea que se trate de una simple fiesta, de un momento de diversión, o de una instancia más orientada a la competencia. La acción por momentos se acompaña de tensión, aunque también conlleva alegría y distensión ([Huizinga-b] pág. 217).

### Características
- En una primera fase, el juego es una actividad improductiva, sin competencia, en el que los participantes obtienen diversión.
- Mientras un delfín nada en el mar tranquilamente, un hombre nada a su lado y le dice «te voy a ganar». El hombre trata de avanzar al delfín: se manifiesta así el espíritu competitivo característico de la especie humana.
- Ese mismo afán es el que ha llevado a la invención del «deporte de competencia», es decir, la representación lúdica de la lucha por la vida.

## Los límites espaciales del juego

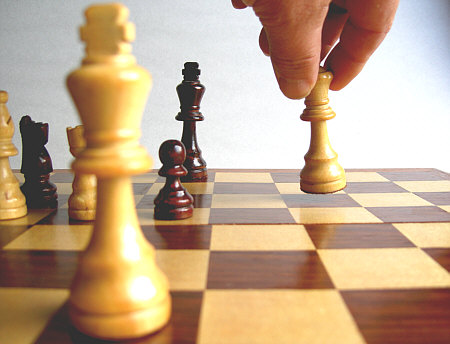
Tablero de ajedrez con algunas piezas, en medio de una partida.

La limitación espacial del juego suele ser algo estricta ya que todo juego se desarrolla en un dominio espacial pactado o marcado con anticipación por las personas o animales, sea el mismo imaginario o materialmente bien delimitado, fijado por acuerdo de partes o por restricciones evidentes o de sentido común. Puede tratarse de un tablero de juego, o de una mesa, o de un campo al aire libre, o de una cancha techada, o de un camino con inicio y final marcados, o de un círculo mágico, o de un templo, un escenario, un parque, pues todos ellos pueden ser terrenos de juego en cuanto a la función que cumplen y que se les asigna, o sea, lugares establecidos y más o menos bien delimitados, en cuyo interior se aplican reglas de juego bien definidas entre los jugadores. 
Si bien esta área de juego nos mete en un “círculo mágico”, donde llevas a cabo un rol, puede romperse en cualquier momento por los llamados “agua-fiestas” o los “tramposos”.
Los tramposos son aquellos que no respetan las reglas definidas por los jugadores, los cuales no rompen como tal la zona de juego, pero si la experiencia de este.
Por otro lado los agua-fiestas son aquellos que se niegan a seguir las reglas y a entrar en esta zona de juego, por lo cual esta persona rompe automáticamente la zona mágica en la cual se planeaba jugar. Los terrenos de juego son mundos temporarios en el seno del mundo habitual, concebidos y a veces acondicionados para un mejor desarrollo del juego ([Huizinga-b] págs. 29-30).

## El juego como condición de existencia de la propia cultura
De lo anteriormente expresado puede extraerse una consecuencia importante: sin cierto desarrollo de una actitud lúdica, ninguna cultura es posible. Incluso en una sociedad retrotraída casi al salvajismo por el abandono de todas las relaciones y las normativas jurídicas; la pasión agonal de ninguna manera será abolida u olvidada, pues es inherente a la naturaleza humana. La aspiración innata a lograr una ubicación de destaque, en muchos casos enfrenta a individuos y a grupos, y en algunas situaciones puede conducir, en un acceso insensato de búsqueda de gloria y triunfo, a cometer actos aberrantes y de un ensañamiento brutal. El juego antecede a la propia cultura, como se muestra en el caso de los animales. Diversas indicaciones señalan que la abstracción del fenómeno <<juego>> ha tenido lugar en algunas culturas de modo secundario mientras que la función misma del jugar ha tenido carácter primario.
Ya sea que se adhiera a la vieja doctrina según la cual se sitúa la fuerza motriz de la historia en las relaciones económicas, ya sea que se adhiera a concepciones nuevas y heterodoxas sobre el mundo y la sociedad, la esencia de la aspiración al triunfo en muchos casos reside en ganar a todo precio, mismo si se percibe de antemano que « ganar » no necesariamente representa una real « ganancia » ([Huizinga-b] págs. 169-170).
En cierto sentido, la cultura siempre será jugada, según cierto acuerdo mutuo que adopta determinadas reglas de juego. Desde variados puntos de vista, la verdadera civilización exige el fair play (juego limpio), lo que en términos lúdicos equivale a buena fe. El alejamiento del juego puede llegar a quebrantar o distorsionar la propia cultura ([Huizinga-b] pág. 337).

## Juego y resolución de la tensión
En el origen de toda competencia hay implícito un juego, es decir, un acuerdo a través del cual se aspira a realizar o ejecutar alguna cosa, en un espacio y un tiempo determinado, y siguiendo ciertas reglas. La conclusión de este proceso pone fin a algún tipo de tensión. El resultado que pretende obtenerse y que en muchos casos se obtiene es lo principal, y el juego en sí mismo secundario ([Huizinga-b] págs. 176-177).

### El juego en la época moderna
La sobre-estimación del factor económico en la sociedad y en el espíritu humano fue, en cierto sentido, el producto natural del racionalismo y del utilitarismo, que en el siglo XIX desplazó al misterio y a la doctrina que declaraba al hombre inmerso en falta y pecado. [...] Y las grandes corrientes del pensamiento, de una u otra forma destacaban entonces el factor lúdico en la vida social ([Huizinga-b] págs. 307-308).

## Juego y ley
Huizinga divide el juego en el derecho en tres géneros: "el juego de azar", "el concurso" y "la batalla verbal".
El juego de azar se realiza cuando, aun siendo culpable, el acusado puede ganar gracias a la suerte. El concurso se basa en que, culpable o no, el acusado tiene una probabilidad de ganar (es un concurso de evidencias y hechos demostrados). La batalla verbal la podemos encontrar cuando el acusado se defiende y la víctima acusa.
También habla del juego de rol que se puede notar en los jueces al "transformarse" o "disfrazarse" en la corte, con las pelucas y las ropas que se ponían para representar a unos "seres" que tienen la razón y el conocimiento ([Huizinga-b] pág. 76 - 88).

## Juego y deporte
En las civilizaciones arcaicas, las competiciones formaban parte de las fiestas sagradas. Pero en las competiciones modernas, este vínculo con el culto y lo religioso ha desaparecido completamente. [...] El deporte moderno más bien es una expresión autónoma del instinto agonal, que un factor profundo de sentido social. [...] Y a pesar de su importancia a ojos de participantes y espectadores, hay que admitir que se ha transformado en fiesta y espectáculo en donde el viejo espíritu lúdico ya no se encuentra presente ([Huizinga-b] pág. 316).

## Juego y publicidad
El desarrollo del instinto agonal presente en la sociedad del lado de las competiciones deportivas, ha sido favorecido por un factor externo, que en realidad es independiente del espíritu mismo de la cultura. En efecto, técnica, publicidad y propaganda, con profusión rodean todo lo relativo a las competiciones tanto deportivas como de otro tipo ([Huizinga-b] pág. 319).

## Juegos y puerilismo contemporáneo
Un niño que juega no es generalmente pueril, ya que para él eso tiene su importancia y su razón de ser. El juego sí se transforma en pueril cuando el mismo aburre o cuando quien juega no sabe a qué jugar. Bien haríamos en ciertos casos impulsar a la sociedad hacia formas arcaicas de cultura, en donde el juego tenía un rol trascendente y creador. [...] En la época contemporánea los rasgos esenciales del verdadero juego por momentos se desdibujan o desaparecen, incluso cuando las actitudes pueriles preferentemente se traducen en forma de juegos ([Huizinga-b] págs. 329-330).

## Juego y guerra
Huizinga defiende los conceptos de azar y de lo divino dentro de la guerra, en la antigüedad era común poner a pelear a dos campeones para determinar el resultado de una disputa militar y culturalmente si alguno se mostraba superior al otro, era por voluntad de los dioses y esto le atribuía el carácter de "justo", a partir de aquí se desglosan los conceptos de lealtad nacional y de orgullo familiar que prevalecen fuertemente en muchas culturas contemporáneas.
Es precisamente en la guerra, que los participantes adquieren esa actitud agonal que daba su forma y su fondo al juego primitivo en la búsqueda de prestigio y reconocimiento, aunque justo es precisar que la guerra moderna excesivamente tecnológica, parece haber perdido todo contacto con las motivaciones de los juegos ([Huizinga-b] pág. 335).

## Figuración poética
El juego funge como un sistema sobre la base de representaciones de espacios y objetos, el juego funciona sobre la base del uso de alegorías con las cuales se crea un proceso de reproducir y representación, o sea que las cosas pasan de estar en el imaginario e inconsciente a pasar a un plano físico o sea a un acto de Poiesis.
En el juego, el jugador le da valor personal a los objetos y a los demás sistemas con los que este interactúa, en orden para que se del juego todos estos deben de primero creer que están jugando, ya que si alguno de los usuarios no tiene establecido los valores o son muy diferentes de los otros el juego se rompe, o cada sistema termina aislado de los demás.
El jugador no solo juega por emoción o sentimiento, también lo hace por cultura y aprendizaje, ejerciéndolo por medio de la personificación.

## Conclusiones
En lugar del Todo es vanidad, parece imponerse la actitud más positiva del Todo es juego. Lo dicho tal vez parezca un juego de palabras más que un dicho metafórico. No obstante, es la sabiduría a la cual Platón parece haber llegado cuando expresaba El hombre es el juguete de los dioses ([Huizinga-b] pág. 339).

### Obra de referencia deJohan Huizinga
- [Huizinga-a] Primera publicación de 1938 en idioma neerlandés: Homo ludens, proeve eener bepaling van het spel-element der cultuur, Ámsterdam University Press (2008), ISBN 9089640037 y 9789089640031.
- [Huizinga-b] Publicación de 1951 y 1988 en francés: Homo ludens, essai sur la fonction sociale du jeu, editorial Gallimard, ISBN 9782702204658.